# Edward Winter (politico)

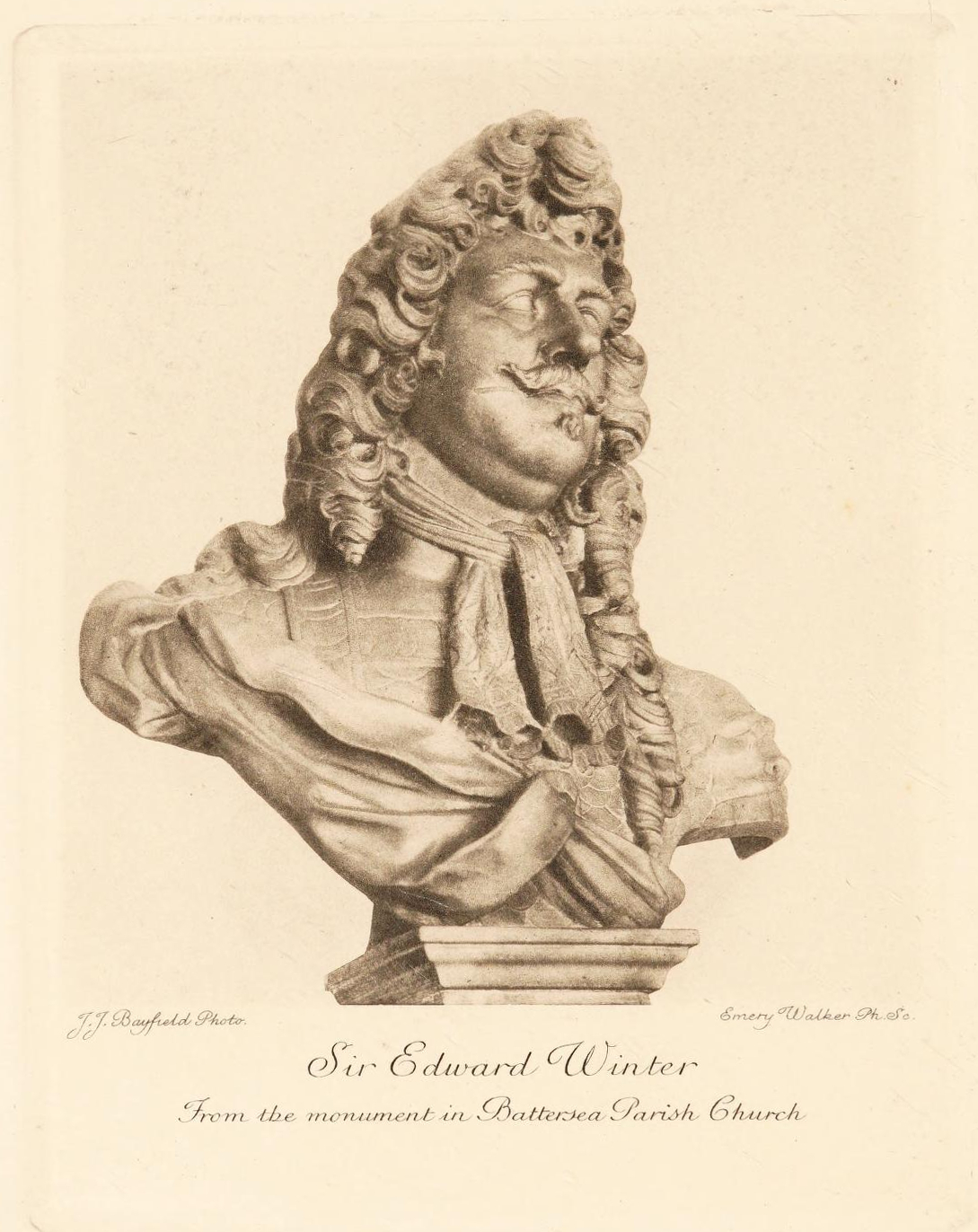

Sir Edward Winter (1622 – 1686) è stato un funzionario e politico britannico, ottavo amministratore e rappresentante di Madras dal 1661 al 1668.

## L'incarico
Durante il suo incarico ottenne un accordo permanente riguardante i diritti britannici su Madras. Winter fu un uomo baldanzoso, il quale arrestò il suo successore George Foxcraft perché accusato di essere puritano e anti-monarchico. Questo era il periodo in cui ebbe luogo la guerra civile inglese e gli Stuarts erano stati appena reintegrati sul trono d'Inghilterra. Comunque, Edward Winter fu presto e sostituito da Foxcraft, che fu il primo che ottenne il titolo di "Governatore di Fort St.George". Inoltre, Winter rifiutò di abbandonare il seggio e rimase rappresentante fino al 1668, quando venne rimpiazzato da Foxcraft.